# 烏格列戈爾斯克區

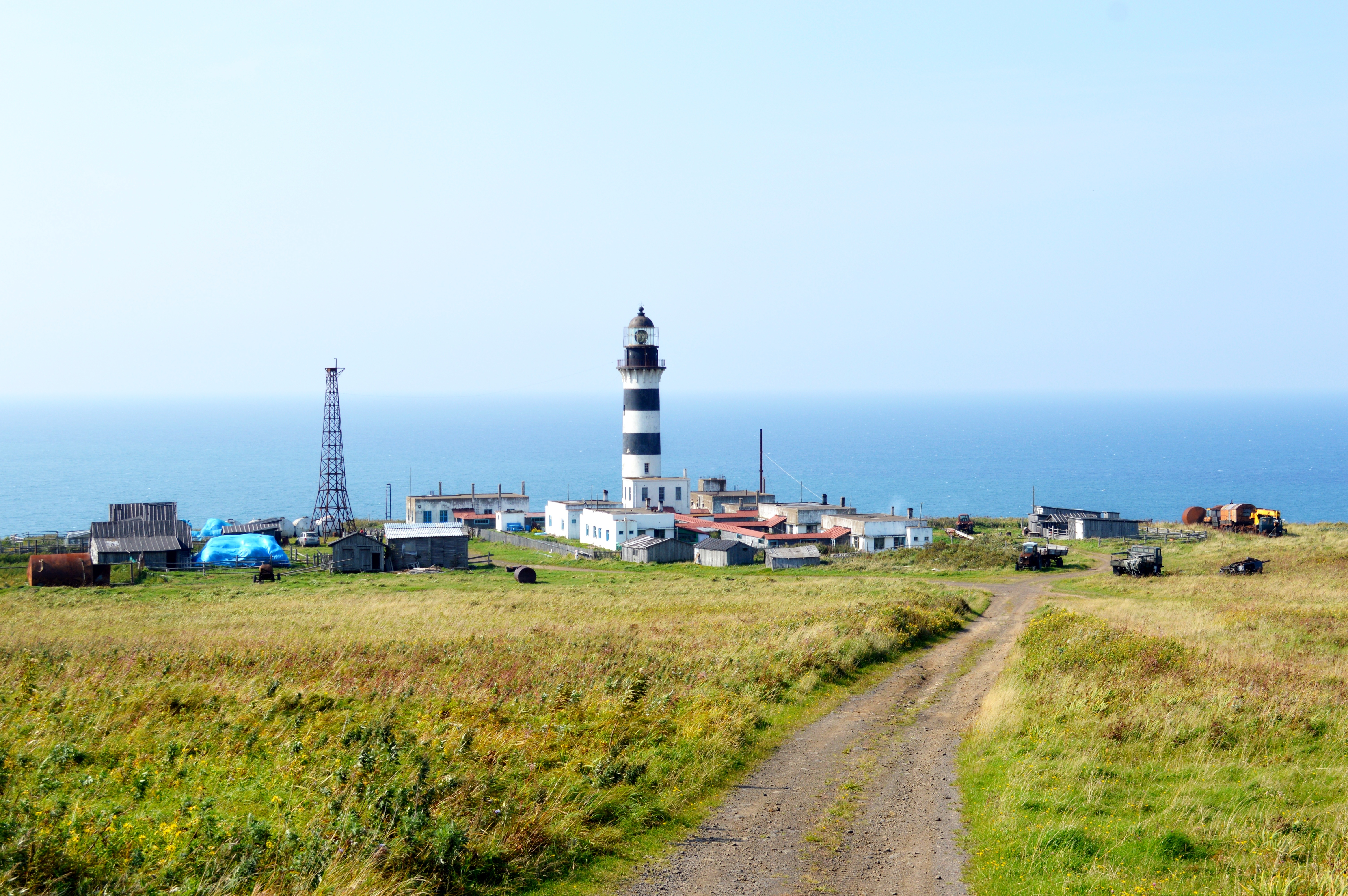

49°04′N 142°02′E / 49.067°N 142.033°E
烏格列戈爾斯克區（俄语：Углегорский район），是俄羅斯的一個區，位於俄羅斯的東南部，由薩哈林州所負責管轄，面積為3,965.6平方公里，2010年時人口數為12,156人，人口密度為每平方公里3.07人。
該地在二戰结束前属日本，為惠須取支廳南部地區，由樺太廳負責管轄。